# Войцешкув (гміна)
Гміна Войцешкув (пол. Gmina Wojcieszków) — сільська гміна у східній Польщі. Належить до Луківського повіту Люблінського воєводства.
Станом на 31 грудня 2011 у гміні проживало 7099 осіб.

## Площа
Згідно з даними за 2007 рік площа гміни становила 108.61 км², у тому числі:
- орні землі: 82.00%
- ліси: 13.00%

Таким чином, площа гміни становить 7.79% площі повіту.

## Населення
Станом на 31 грудня 2011:
| Опис     | Загалом | Загалом | Чоловіки | Чоловіки | Жінки | Жінки |
| -------- | ------- | ------- | -------- | -------- | ----- | ----- |
| одиниця  | осіб    | %       | осіб     | %        | осіб  | %     |
| все      | 7099    | 100     | 3562     | 50.18    | 3537  | 49.82 |
| міське   | 0       | 100     | 0        |          | 0     |       |
| сільське | 7099    | 100     | 3562     | 50.18    | 3537  | 49.82 |

## Сусідні гміни
Гміна Войцешкув межує з такими гмінами: Адамув, Боркі, Кшивда, Луків, Серокомля, Станін, Улян-Майорат.